# Paul R. Lawrence
Paul Roger Lawrence (* 26. April 1922 in Rochelle (Illinois); † 1. November 2011 in Bedford (Massachusetts)) war ein US-amerikanischer Soziologe und zum Zeitpunkt seines Todes der emeritierte Wallace Brett Donham Professor of Organizational Behavior der Harvard Business School in Cambridge (Massachusetts). Bekanntheit erlangte Lawrence durch seine gemeinsam mit Jay Lorsch verfasste Arbeit Organization and Environment (1967). Das Buch gilt als Schlüsselwerk der Kontingenztheorie.

## Leben
Der Sohn von Howard und Clara Lawrence wurde am 26. April 1922 in Rochelle, Bundesstaat Illinois, geboren. Er wuchs in Grand Rapids (Michigan) auf. Hier besuchte er auch nach Abschluss der High School von 1939 bis 1941 das Community College von Grand Rapids, wechselte an das private Albion College, wo er 1943 den Bachelor erwarb. Seine Hauptfächer waren Soziologie und Wirtschaftswissenschaften mit dem Nebenfach Psychologie.
Kurz nach Eintritt der USA in den Zweiten Weltkrieg, trat Lawrence der United States Navy bei. Die Navy versetzte ihn zur Ausbildung als Quartiermeister an die Harvard Business School. Diese Kurse wurden ihm bei seiner Rückkehr nach Harvard auf das Studium angerechnet. Er erreichte bis zum Verlassen des Militärdienstes 1946 den Dienstgrad eines Leutnants. Er arbeitete für einige Zeit als Montagearbeiter eines Automobilzulieferers, bevor er nach Harvard zurückkehrte, um sein Studium wieder aufzunehmen.
1947 schloss Lawrence sein Studium an der Harvard Business School mit einem Master of Business Administration ab. Er blieb als Doktorand an der HBS und studierte unter seinem Doktorvater Fritz Roethlisberger weiter, bis er 1950 promovierte. Ab 1950 durchlief er die Karriere eines Dozenten. 1951 nahm er seine Dozententätigkeit auf, 1956 wurde er Juniorprofessor und erhielt eine volle Professur 1961. 1967 folgte er seinem Doktorvater als Wallace Brett Donham Professor of Organizational Behavior. Diesen Lehrstuhl würde er bis zu seiner Emeritierung 1991 innehaben.
Ursprünglich hatte ihn sein Interesse an den Beziehungen der Menschen im industriellen Umfeld angetrieben. Dieses Interesse entstammte seinen Jugenderfahrungen mit den Arbeiterunruhen in der automobilgeprägten Industrie, für die er sich bessere Lösungen vorstellte. Dieses Interesse brachte ihn jedoch schnell in Kontakt zum Organizational Behavior und den Gründen, warum sich Menschen in Organisationen verhalten, wie sie es tun. In diesen Bereich erarbeitete Lawrence sich den Ruf eines Pioniers.
Als Forscher waren seine Interessen recht traditionell geprägt und reichten von Motivation und Steuerung, intra-organisationeller Integration, Änderungsmanagement, Governance und die Wiederbelebung maturer Unternehmen und Wirtschaftssektoren. Dabei arbeitete er selten alleine, sondern bevorzugte die Inspiration seiner Mitforscher, von John P. Kotter über Amitai Etzioni bis zu seiner erfolgreichsten und fruchtbarsten Zusammenarbeit mit Jay Lorsch.

### Organization and Environment
Mit Lorsch veröffentlichte Lawrence mehrere wegbereitende Arbeiten, darunter das 1967 veröffentlichte Organization and Environment: Managing Differentiation and Integration. In dieser Arbeit wenden sich die beiden gegen die Idee, dass es eine beste Form der Organisation gebe. Sie stellen dieser Ansicht eine Betrachtungsweise gegenüber, in welcher die Form in Abhängigkeit von verschiedenen Faktoren, den Kontingenzen, entschieden wird. Ihre Untersuchung zeigte auf, dass erfolgreiche Unternehmen sehr unterschiedlich strukturiert waren, wobei die Unterschiede aber mit Umweltfaktoren erklärt werden konnten.
Viel Aufmerksamkeit wurde den Teilen ihrer Arbeit gewidmet, die die Methoden der Integration beschrieben. Während alle Unternehmen zu einem gewissen Teil auf Kommunikation in Papierform durch direkten Kontakt und entlang formaler Linien vertrauten, hatten einige Unternehmen besondere Formen entwickelt, beispielsweise temporäre Integrationsteams oder permanente Abteilungen mit der alleinigen Aufgabe, die Integration zwischen verschiedenen Abteilungen eines Unternehmens sicherzustellen. Da die Unternehmen vergleichbare Marktstellungen erreichten, schlossen Lawrence und Lorsch daraus, dass die Bemühungen der Unternehmen bei ähnlichen Umweltbedingungen ebenfalls gleichwertig sein müssten. Umgekehrt orientierte sich die Struktur der Unternehmen an den Aufgaben, die es erfüllen sollte. Für diese Organisation schien es zwei Leitlinien zu geben:
- Arbeitsteilung machte die Aufgabenerfüllung effizient und
- Abstimmung zwischen Abteilungen, um die Organisationsziele zu erreichen.

Die Arbeit wurde 1967 als bestes Managementbuch durch die Academy of Management gewürdigt und in mehr als 2000 wissenschaftlichen Artikeln zitiert. Lawrence setzte in späteren Arbeiten auch mit anderen Kollegen einige dieser Untersuchungen fort.
1999 wurde ein Lehrstuhl der Harvard Business School nach Lawrence benannt, der Paul R. Lawrence Professorship.

## Bibliographie

### Bücher
- 1952 Administering Changes: A Case Study of Humnan Relations in a Factory mit H. O. Ronken
- 1960 A Case Study of High Level Administration in a Large Organization: The Office of the Assistant Secretary of the Air Force, mit J. D. Glover
- 1967 Organization and Environment: Managing Differentiation and Integration mit Jay Lorsch
- 1969 Developming Organizations: Diagnosis and Action, mit Jay Lorsch
- 1970 Studies in Organizational Design, mit Jay Lorsch
- 1971 Motivation and Control in Organizations, mit G. W. Dalton
- 1975 Mayors in Action: Five Approaches to Urban Governance, mit John P. Kotter
- 1981 Managing Large Research and Development Programs mit H. W. Lane und R. G. Beddows
- 1983 Matrix mit S. M. Davies
- 1983 Renewing American Industry, mit D. Dyer
- 1990 Behind the Factory Walls: Decisions Making in Soviet and US Enterprises, mit C. A. Vlachoutsicos
- 1991 Socio-Economics: Toward a New Synthesis, mit Amitai Etzioni
- 2002 Driven. How Human Nature Shapes Our Choices, mit Nitin Nohria